# Шудег
Шудег — упразднённая деревня в Якшур-Бодьинском районе Республики Удмуртия Российской Федерации. Находилась на территории современного муниципального образования «Старозятцинское». Упразднена в 2004 году.

## География
Деревня находилась в центральной части республики, в зоне хвойно-широколиственных лесов, в 1 км к югу от реки Порва, притока Лозы.
В радиусе 4 км от бывшей деревни находились:
- д. Андреевцы (→ 1.7 км)
- д. Каменцы (↑ 1.9 км)
- д. Шушангурт (↖ 2.6 км)
- д. Лудяны (↑ 2.7 км)
- с. Старые Зятцы (↙ 3.2 км)

### Климат
Климат характеризуется как умеренно континентальный, с продолжительной холодной многоснежной зимой и относительно коротким тёплым летом. Среднегодовая многолетняя температура воздуха составляет 2,4 °С Средняя температура воздуха самого тёплого месяца (июля) — 18 °C (абсолютный максимум — 36,6 °C); самого холодного (января) — −15 °C (абсолютный минимум — −47,5 °C). Среднегодовое количество атмосферных осадков составляет 532 мм, из которых большая часть выпадает в тёплый период.

## История
Упоминается в Списке населённых мест Вятской губернии 1859—1873 гг. как починок казённый, при безымянном ключе, находящийся «по правую сторону Сибирского почтового тракта, от г. Малмыжа на Пермь» и входящий в Малмыжский уезд.

### Административно-территориальная принадлежность
- XIX век — Узинская волость, Малмыжский уезд, Вятская губерния.
- АТД 1924 г.: д. Шудег — Ижевский уезд, Старо-Зятцинская волость, Каравайский сельсовет
- АТД 1925 г.: д. Шудег — Ижевский уезд, Старо-Зятцинская волость, Старозятцинский сельсовет
- 01.11.1932 — Селтинский ёрос	Старозятцинский сельсовет
- 01.01.1939, 01.09.1955 — Старозятцинский район	Старозятцинский сельсовет
- 01.06.1965, 01.07.1971, 01.01.1980, 01.01.1989, 2002 год — Якшур-Бодьинский район	Старозятцинский сельсовет[3]

## Население
Материалы по статистике Вятской губернии (подворная опись 1884—1893 гг.) показала, что в почине Шудег проживают русские и удмурты, все — государственные крестьяне:
- русские: 133 человека на 25 дворах, 68 мужчин, 65 женщины.
- удмурты: 107 человек на 15 дворах, из них 54 мужчины, 53 женщины.
- всего: на 40 дворах 240 жителей, 122 мужского пола, 118 женского.

Перепись 2002 года не зафиксировала постоянное население.

## Известные уроженцы, жители
- Наталья Агаповна Линден (1887—1963) — российский учёный-сейсмолог, один из основоположников советской сейсмологии.

## Инфраструктура
Основа экономики — сельское хозяйство. Были личные подворья